# Бургундський округ

Бургундський округ (червоним) на фоні серед інших округів Священної Римської імперії на початку XVI століття.

Бургундський округ (нім. Burgundischer Reichskreis, фр. Cercle de Bourgogne) — адміністративне утворення у складі Священної Римської імперії. Один із чотирьох імперських округів (нім. Reichskreis), утворених 1512 року в рамках Імперської реформи, основи якої затвердив загальноімперський Вормський рейхстаг 1495 року та доповнив Аугсбурзький рейхстаг 1500 року.

## Загальна характеристика
Бургундський округ включав переважно спадкові володіння бургундського дому Габсбургів у західній частині імперії, спільно називані «герцогство Бургундія» (фр. duché de Bourgogne). Географічно округ складався з двох окремих частин: Бургундського графства на півдні (приблизно відповідає історичній області Франції Франш-Конте) та бургундських Нідерландів на півночі (відповідає сучасним Бельгії, Нідерландам, Люксембургу та північним департаментам Франції).
Територія округу згодом значно скоротилася внаслідок виокремлення Республіка Об'єднаних провінцій Нідерландів (нід. Republiek der Zeven Verenigde Nederlanden) 1581 року, анексії Францією Бургундського графства 1678 року та поступового розширення Французької Фландрії (фр. Flandre française, з.-флам. Frans-Vloandern, нід. Frans-Vlaanderen). Окупація й анексія в 1790-і роки решти територій революційною Францією довершили розпад земель колишнього округу.

## Склад округу та його еволюція

### Початок XVIст.
При створенні Бургундського округу 1512 року до нього входили такі держави:
- Бургундське герцогство (фр. Duché de Bourgogne, нід. Hertogdom Bourgondië):
  - Бургундське графство (фр. Comté de Bourgogne, нід. Graafschap Bourgondië);
  - Графство Артуа (фр. Comté d'Artois, нід. Graafschap Artesië);
  - Фландрське графство (фр. Comté de Flandre, нід. Graafschap Vlaanderen);
  - володіння герцога Брабантського:
    - Брабантське герцогство (фр. Duché de Brabant, нід. Hertogdom Brabant);
    - Лімбурзьке герцогство (фр. Duché de Limbourg, нід. Hertogdom Limburg);
    - Антверпенське маркграфство (фр. Marquisat d’Anvers, нід. Markgraafschap Antwerpen);
    - Мехеленська сеньйорія (фр. Seigneurie de Malines, нід. Leenschap Mechelen);

  - Люксембурзьке герцогство (фр. Duché de Luxembourg, нід. Hertogdom Luxemburg);
  - Намюрське графство (фр. Comté de Namur, нід. Graafschap Namen);
  - Еноське графство (фр. Comté de Hainaut, нід. Graafschap Henegouwen);
  - Голландське графство (фр. Comté de Hollande, нід. Graafschap Holland);
  - Зеландське графство (фр. Comté de Zélande, нід. Graafschap Zeeland; володіння Голландського графства);
  - Фрисландська сеньйорія[en] (фр. Seigneurie de Frise, нід. Leenschap Friesland);
  - місто Турне (фр. Tournai, нід. Doornik; виділено 1521 року);
- Дрентське графство[en] (фр. Comté de Drenthe, нід. Graafschap Drenthe);
- Горнське графство[de] (фр. Comté de Horn, нід. Graafschap Horn);
- Графство Еґмон[nl] і Ізельштайн[de] (фр. Comté d’Egmond et IJsselstein, нід. Graafschap Egmond und IJsselstein);
- Берзька сеньйорія[nl] (фр. Seigneurie de Bergh, нід. Leenschap Bergh).

### 1548 рік
1548 року на Аугсбурзькому рейхстазі імператор Карл V надав Бургундському округу статус єдиного нероздільного комплексу земель у складі Сімнадцяти провінцій під захистом Священної Римської імперії, звільнивши від сплати податків на утримання центральної влади імперії. Округ став напівнезалежним. При цьому Бургундському округу передано такі землі, що раніше входили до складу Вестфальського (Нижньорейнського) округу:
- Гелдернське герцогство (фр. Duché de Gueldre, нід. Hertogdom Gelre) включно з Цутфенським графством[de] (фр. Comté de Zutphen, нід. Graafschap Zutphen);
- Гронінгенська сеньйорія (фр. Seigneurie de Groningue, нід. Leenschap Groningen);
- Оверейссельська сеньйорія[en] (фр. Seigneurie d'Overijssel, нід. Leenschap Overijssel);
- Утрехтська сеньйорія[en] (фр. Seigneurie d'Utrecht, нід. Leenschap Utrecht).

Крім того, до округу увійшла Єверська сеньйорія (фр. Seigneurie de Jever, нід. Leenschap Jever), яка згодом (1588 року) вийшла зі складу округу.

### Незалежні Об'єднані провінції
Конфлікти між Філіпом II та нідерландськими землями призвели 1568 року до Вісімдесятирічної війни.
Сім північних провінцій Іспанських Нідерландів 1581 року оголосили про незалежність під назвою «Республіка Об'єднаних провінцій Нідерландів» (Республіка Семи Об'єднаних Провінцій Нижніх країн; нід. Republiek der Zeven Verenigde Nederlanden). До них увійшли:
- Гронінгенська сеньйорія (фр. Seigneurie de Groningue, нід. Leenschap Groningen);
- Фрисландська сеньйорія[en] (фр. Seigneurie de Frise, нід. Leenschap Friesland);
- Оверейссельська сеньйорія[en] (фр. Seigneurie d'Overijssel, нід. Leenschap Overijssel);
- три чверті Гелдернського герцогства (фр. Duché de Gueldre, нід. Hertogdom Gelre) і повністю Цутфенське графство[de] (фр. Comté de Zutphen, нід. Graafschap Zutphen);
- Утрехтська сеньйорія[en] (фр. Seigneurie d'Utrecht, нід. Leenschap Utrecht);
- Голландське графство (фр. Comté de Hollande, нід. Graafschap Holland);
- Зеландське графство (фр. Comté de Zélande, нід. Graafschap Zeeland)

Провінції вийшли як зі складу Бургундського округу, так і зі Священної Римської імперії. Влада Іспанії над провінціями Південних Нідерландів збереглася.

### Французька анексія
- За Піренейським договором, підписаним 7 листопада 1659 року на острові Фазанів на кордоні з Францією, Іспанія поступилася французькому королю Людовику XIV графством Артуа і низкою прилеглих до нього територій Франш-Конте на півночі.
- За першим Аахенським миром, укладеним 2 травня 1668 року після закінчення деволюційної війни, яку 1667 року почав проти Іспанії король Людовик XIV, Франція зберегла за собою 11 міст, які зайняла в Іспанських Нідерландах, зокрема Дуе і Лілль), але повернула Іспанії Франш-Конте.
- За Німвегенськими мирними договорами (11 серпня 1678 року — між Францією і Республікою Об'єднаних провінцій, і 17 вересня 1678 року — між Францією та Іспанією) Франції, крім прикордонних іспанських земель, в порядку ревізії Першого аахенського договору, знову передано графство Франш-Конте. Також проведено випрямлення кордонів у Фландрії. Всі території, зайняті французами в Республіці Об'єднаних провінцій, повернуто їй в обмін на гарантії нейтральності стосовно Франції та Швеції.

За загальним підсумком цих трьох анексій Бургундський округ (і Священна Римська імперія) втратили Артуа, Франш-Конте, частину Фландрії та Ено.
За Утрехтським миром (підписаний в Утрехті у квітні та липні 1713 року між Францією та Іспанією, з одного боку, і Великою Британією, Голландською республікою, Священною Римською імперією, Португалією та Савойєю з іншого), а також за Раштадтським миром (підписаний 7 березня 1714 року на додаток до Утрехтського), Іспанія мала поступитися Австрії, окрім іншого, рештою Іспанських Нідерландів. Відтоді стосовно цієї частини південних Нідерландів застосовують нову назву — Австрійські Нідерланди (фр. Pays-Bas autrichiens, нід. Oostenrijkse Nederlanden, нім. Österreichische Niederlande).

### Кінець XVIII століття
До кінця XVIII століття Бургундський округ складався з Мехелену, Люксембургу, Гелдерланду, Ено, Фландрії, Турне, Намюру, Брабанту, Антверпену та Лімбургу, значно скоротивши свою територію в порівнянні з моментом його створення в 1512 році.
Статті 3 та 4 Кампо-Формійського договору між Французькою республікою і Австрійською монархією, який 17 жовтня 1797 року підписали в Пасеріано (Італія) генерал Наполеон Бонапарт і граф Кобенцль, завершили історію Бургундського округу: всі його території приєднано до Франції.